# Tipula (Lunatipula) spatha
Tipula (Lunatipula) spatha is een tweevleugelige uit de familie langpootmuggen (Tipulidae). De soort komt voor in het Nearctisch gebied.